# Principio de uniformidad de la naturaleza
El principio de uniformidad de la naturaleza también conocido como principio causalidad o de invarianza, es un concepto nacido del razonamiento inductivo que presupone que la relación constante de causa y efecto entre determinados fenómenos, se mantendrá en el futuro.
El filósofo de la ciencia  Stuart Mill lo define como:

“Lo que sucede una vez, sucederá, bajo un grado suficiente de similitud de circunstancias, volverá a suceder y no solo una vez si no tantas como se repitan las mismas. Esto basado en como en la naturaleza existen cosas como casos paralelos.” 

## Historia
A menudo se considera un invento de James Hutton debido a su libro "Theory of the earth" , en donde propone «el presente es la clave del pasado». En este libro intenta construir una teoría sobre la formación de rocas llegando a la conclusión de que muchos eventos a lo largo de la historia fueron dejando marcas que se van repitiendo a lo largo de los años. Aunque la idea fue preconcebida mucho antes de que Francis Bacon en su libro "novum organum" empezará las pautas para crear un método de descubrimiento basado en el razonamiento inductivo en 1620, diversas culturas miles de años antes ya tenían nociones del concepto, algunos ejemplos son los presocráticos, así como los neopitagóricos que tenían la noción de uniformidad en la naturaleza, relacionada con catástrofes, estas ideas estaban asociadas a ciclos cósmicos, también presentes en algunas filosofías orientales como el budismo.
Aunque el concepto ya era muy entendido antes de que Hutton publicará su libro en 1785 fue en 1843 cuando el filósofo John Stuart Mill público en su libro "A System Of Logic, Ratiocinative And Inductive", sus cánones básicos para el razonamiento inductivo y desarrolló la idea lo suficiente para que el “Principio de uniformidad de la naturaleza” pudiese ser la base de un método experimental que permitiera desarrollo de nuevo conocimiento.

## Razonamiento inductivo y su relación
El razonamiento inductivo es una forma de razonamiento en el que la verdad de premisas apoyan la conclusión, pero no la garantizan. La conclusión contiene más información de la que hay contenida en las premisas y está basado en el principio de uniformidad de la naturaleza ya que su punto de inicio es la suposición de que las circunstancias halladas son causas del fenómeno estudiado y así seguirá siendo en un futuro.

## Problemas con el principio de uniformidad de la naturaleza
Alfred North Whitehead describió la inducción como «el rompecabezas (the despair) de la filosofía» y el filósofo Broad sugirió: «La inducción es la gloria de la ciencia, y el escándalo de la filosofía».
David Hume en su libro A Treatise of Human Nature propone el problema de la inducción, argumentando que el razonamiento inductivo y nuestras creencias con respecto a la causa y el efecto no pueden justificarse por la razón de forma que:

“Jamás podemos demostrar la necesidad de la causa de cada nueva existencia o nueva modificación de existencia sin mostrar a la vez la imposibilidad que existe de que algo pueda comenzar a ser sin algún principio productivo, y si la última proposición no puede ser probada debemos desesperar de llegar a ser capaces de probar la primera.” 